# Hubert Radke
Hubert Radke (ur. 25 października 1980 w Radziejowie) – polski prawnik, specjalista prawa sportowego, agent sportowy, wykładowca akademicki, komentator sportowy. W przeszłości koszykarz, występujący na pozycjach skrzydłowego i środkowego, reprezentant Polski w latach 2004–2005.

## Wykształcenie
Absolwent I Liceum Ogólnokształcacego im. Ziemi Kujawskiej we Włocławku w 1999 roku. W latach 2000–2001 studiował na Uniwersytecie Loyola w Chicago. W 2005 roku ukończył studia na Wydziale Prawa u Administracji Uniwersytetu Mikołaja Kopernika w Toruniu, broniąc pracę magisterską z prawa sportowego przygotowaną pod kierunkiem Profesora Mariana Filara w Katedrze Prawa Karnego i Polityki Kryminalnej. W 2013 roku ukończył specjalistyczne studia z zakresu międzynarodowego prawa sportowego podczas szkoły letniej Instytutu Assera w Hadze oraz kurs dotyczący reprezentowania sportowców profesjonalnych na Uniwersytecie Case Western Reserve w Cleveland. W 2017 roku uzyskał tytuł LL.M. po ukończeniu studiów Global Executive Master in International Sports Law na Instituto Superior de Derecho y Economia (ISDE) w Madrycie. W 2022 roku ukończył kurs Sports Business Classroom organizowanym przy lidze letniej NBA w Las Vegas z zakresu biznesowych aspektów koszykówki w USA. 

## Karierakoszykarska
Wychowanek trenerów Janusza Maliszewskiego i Grzegorza Karólewskiego w Junaku Włocławek. Zadebiutował w rozgrywkach Polskiej Ligi Koszykówki w 1998 roku w barwach Anwilu Włocławek. W latach 1998–2000, 2001–2010 i 2012–2014 reprezentował kluby występujące w rozgrywkach PLK, zaś w latach 2012–2014 kluby występujące w rozgrywkach I i II ligi polskiej w koszykówce mężczyzn. Jako stypendysta sportowy Uniwersytetu Loyola w Chicago w latach 2000–2001 grał w rozgrywkach ligi akademickej NCAA w USA. Ponadto w latach 1999–2000 i 2001–2002 jako student UMK występował w rozgrywkach Ligi Akademickiej Koszykówki w Polsce. 

### Osiągnięcia

#### Drużynowe
- Mistrz
  - akademicki Polski (2000)[5]
- Wicemistrz:
  - Polski (1999, 2005, 2006)[2]
  - akademicki Polski (2002)[5]
  - I ligi polskiej w koszykówce mężczyzn (2012)[2]

#### Indywidualne
- Nagroda Rektora UMK w Toruniu dla najlepszego studenta-sportowca w roku akademickim 2001/2002[5]
- Uczestnik Meczu Gwiazd Polskiej Ligi Koszykówki (2004)[2]
- Ambasador UMK (2017)[6]

#### Reprezentacja
- Uczestnik kwalifikacji do Eurobasketu (2005)[2]

## Działalność zawodowa
W pracy zawodowej koncentruje się na reprezentowaniu sportowców w negocjacjach kontraktowych oraz w sporach rozstrzyganych przed instytucjami arbitrażu sportowego, w Polsce i za granicą. Jest agentem koszykarskim licencjonowanym przez międzynarodową federację koszykówki FIBA, a także pierwszym i dotychczas jedynym agentem koszykarskim z Polski certyfikowanym przez związek zawodowy koszykarzy ligi NBA. Wspomagał tworzenie Związku Zawodowego Koszykarzy w Polsce. W latach 2015–2024 zasiadał pro publico bono w Radzie Sportu przy Prezydencie Miasta Włocławka. Od 2007 roku jest stałym ekspertem koszykarskim stacji telewizyjnej Canal+ Sport. 

## Działalność naukowa
Na Instituto Superior de Derecho y Economia (ISDE) w Madrycie wykłada problematykę kontraktów w koszykówce. Ponadto prowadzi zajęcia „Prawo w sporcie” na studiach podyplomowych „Menedżer Sportu” organizowanych przez Uniwersytet Ekonomiczny w Poznaniu. Jestem autorem lub współautorem szeregu publikacji naukowych i popularnonaukowych dotyczących problemów prawnych sportu. Jako prelegent uczestniczył w konferencjach i seminariach naukowych z zakresu prawa sportowego w Polsce i za granicą. Jest członkiem międzynarodowych stowarzyszeń prawa sportowego –  International Association of Sports Law w Atenach oraz Sport & European Union. Od 2024 roku jest członkiem zarządu Polskiego Towarzystwa Prawa Sportowego w Poznaniu. 

## Wybrane publikacje
- Pluralizm prawny (współautor), Toruń 2009
- Odpowiedzialność dyscyplinarna w sporcie – w poszukiwaniu idealnego modelu (współautor), Toruń 2015
- Leksykon prawa sportowego (współautor), Warszawa 2017
- Prawo sportowe (współautor), Warszawa 2018
- Sport a przestępczość zorganizowana (współautor), Warszawa 2018
- Wielka encyklopedia prawa – Prawo sportowe (współautor), Warszawa 2023